# Naroa Agirre
Naroa Agirre (San Sebastian, 15 mei 1979) is een atleet uit Spanje.

Agirre is ook actief als actrice, ze speelde in de Baskische televisieserie Goenkale.
Op de Olympische Zomerspelen van Athene in 2004 nam Agirre deel aan het onderdeel polsstokhoogspringen. Ze eindigde op de zesde plaats.
Op de Olympische Zomerspelen van Beijing in 2008 nam Aiggre wederom deel aan het hoogspringen.
In 2004 en 2006 werd Agirre nationaal kampioene polsstokhoogspringen, en in 2000, 2003, 2005 en 2006 werd zij nationaal kampioene indoor op het onderdeel polsstokhoogspringen.